# Ненашева, Галина Алексеевна
Галина Алексеевна Ненашева (девичья фамилия Семененко; род. 18 февраля 1941, Онега, Архангельская область) — советская и российская эстрадная певица (певчий голос — контральто), актриса. Заслуженная артистка России (2002).

## Биография
Родилась в Онеге. Мать, Раиса Гавриловна Семененко (родилась в 1916 году на Украине, в селе Лютенька на Полтавщине), после призыва отца (родом из Красного Луча Луганской области) на фронт, попала в эвакуацию в Кировскую область, а позднее — в Чебаркуль, административный центр Чебаркульского района Челябинской области. В Чебаркуле семья жила в 20-комнатном бараке.
У отца Галины вскоре после возвращения с войны появилась другая женщина, и он ушёл из семьи. Мать воспитывала дочку одна. 
В 1958 году, после окончания чебаркульской средней общеобразовательной школы Ненашева была принята в хор Челябинского оперного театра.
В 1961 году она перешла выступать на драматическую сцену, а следом за ней — в оперетту, где, как певица, приобрела сценический опыт. Некоторое время пела в Театре оперетты в городе Озёрске.
В Прибалтике, с песней армянского композитора Арно Бабаджаняна «Мосты», состоялся певческий дебют Ненашевой.
В 1963 году под руководством Эдуарда Михайловича Смольного начала выступать в составе вокально-инструментального ансамбля «Молодость» Тамбовской филармонии, где проработала около пяти лет. Там она впервые спела вместе с Ксенией Георгиади (в дальнейшем они совместно будут выступать в сводном концерте «Легенды СССР» в ЦКиОМ Северодвинска в 2010 году).
После ухода из ВИА в 1968 году выступала в мюзик-холле города Москвы в постановке А. Конникова «Я — песня!». В Московском мюзик-холле Галина Ненашева впервые исполнила свой шлягер «А лес стоит загадочный…» на музыку Владимира Шаинского и романс «Ямщик, не гони лошадей».
В 1969 году поэт и композитор Д.Тухманов на фирме «Мелодия» выпустил первый миньон певицы — Миньон дерзаний, где был локомотив Я люблю тебя, Россия — тогда живое исполнение этой песни стало самым великим в жизни Ненашевой.
В 1970 году участвовала в Международном фестивале песни в Сопоте, в конкурсе польской песни. Песня издана на виниловом альбоме «Sopot '70» (LP Muza XL0636, 1970): «Halina Nienasowa — Zapamiętaj, że to ja» (Jacek Szczygieł — Zbigniew Stawecki).
В августе 1972 года на стадионах в нескольких городах Владимирской области — Александрова, Кольчугина, Коврова и Владимира под открытым небом прошли праздничные концерты посвящённые 50-летию образования СССР на котором выступили Галина Ненашева, Валерий Ободзинский, Майя Розова, Нина Бродская, Алла Пугачёва, Дмитрий Ромашков и Валерий Песельник.
1974 год — победа на телевизионном конкурсе «Серебряная ветвь». 2 ноября 1974 года Галина Ненашева приняла участие в телепередаче «Артлото». В мае 1978 года выступила на фестивале «Красная гвоздика».
Выступала на телевизионном фестивале «Песня года», представляла песни, ставшие лауреатами конкурса: в 1971 году — «Любите Россию» (С. Туликов — О. Милявский) и «Я люблю тебя, Россия» (Д. Тухманов — М. Ножкин), а в 2000 году («Песня века») — «Белая лебедь» (А. Флярковский — Л. Дербенёв).
В разное время Ненашева работает с оркестром Ю. Силантьева, с оркестром Государственного радио под управленим Б. Карамышева, с оркестром Большого театра, оркестром кинематографии, выступала в концертах с М. Магомаевым, Л. Зыкиной и Э. Хилем. Выступала с ансамблем «Дивертисмент» под руководством Бориса Гольдштейна а затем Михаила Ремесника, с ВИА «Коробейники». С 1972 года выступала с оркестром в который входили: ударник Владимир Ненашев, также Александр Васильев, Владимир Смоляницкий, руководитель ансамбля Валерий Беспалов.
Пик популярности Галины Ненашевой пришёлся на 1970-е годы. 
В начале 2000-х Ненашева сотрудничала с оркестром МВД «Россияне», челябинским оркестром «Малахит». Выступала в сопровождении инструментального ансамбля «Дивертисмент». В 1997 году вышел альбом «Острова разлуки». В 1999 — альбом «Бабье лето», в 2005 году выпущен CD диск «Галина Ненашева. Золотая коллекция Ретро».
В 2000 году Галина Ненашева приняла участие в фестивале «Песня года» — 2000 с песней «Белая лебедь». 10 марта 2001 года Галина Ненашева приняла участие в программе «Два рояля» — «Галина Ненашева и Тамара Миансарова против Надежды Чепраги и Людмилы Рюминой». В 2005—2006 гг. в составе программы памяти Анны Герман участвовала в гастрольном туре, посвященном памяти великой певицы. В 2006 г. принимает участие в программе «Мелодии дружбы-2006» и других концертах музыкального проекта «Имена на все времена».
Наиболее известные песни в исполнении Галины Ненашевой: «Белая лебедь» (из кинофильма «Русское поле», «Мосфильм», 1971 год), «Калинка», «Ямщик, не гони лошадей», «Любите Россию», «Я люблю тебя, Россия», «Синева», «Колыбельная с четырьмя дождями», «Подари мне платок», «Шум берёз», «Нет, мой милый», «А лес стоит загадочный», «О чём плачет вьюга», «Ненаглядный мой».
В 2014 году один из выпусков авторской программы Олега Нестерова «По волне моей памяти» был посвящён Галине Ненашевой.
19 марта 2021 года Галина Ненашева была героем программы «Судьба человека» с Борисом Корчевниковым на телеканале Россия-1.

### Семья
Муж (гражданский) — Владимир Николаевич Колчанов (1938—2021), окончил Пермское хореографическое училище, балетмейстер Саратовской оперетты.
- Сын — Леонид Владимирович Ненашев, живёт в Америке, женат на гражданке США и воспитывает сына Никиту.

Первый муж — Владимир Ненашев, администратор Тамбовской филармонии. Усыновил Леонида и дал ему свою фамилию. В разводе после 17 лет брака.
- Дочь — Алёна Владимировна Ненашева, воспитывает двоих детей.

Второй муж —  Борис Богрычев, музыкант.

## Дискография
1970 — Галина Ненашева (миньон)
1970 — Поёт Галина Ненашева (миньон)
1970 — Поёт Галина Ненашева (LP)
1971 — Поёт Галина Ненашева (миньон)
1972 — Галина Ненашева (миньон)

### Audio CD
- 1997 — «Острова разлуки»
- 1999 — «Бабье лето»
- 2005 — «Галина Ненашева. Золотая коллекция Ретро»
- 2008 — «Галина Ненашева. Любите Россию» (серия «Имена на все времена»)
- 2008 — «Галина Ненашева. Не улетай, любовь» (серия «Золотая коллекция Ретро», 2 CD)
- 2009 — «Галина Ненашева. Лучшие песни»

## Награды
- 1969 — Победитель на Международном фестивале «Красная гвоздика» в Сочи.
- 1970 — Лауреат конкурса «Золотой олень»[рум.][10] в Румынии, отмечена специальной премией
- 1971 — Лауреат фестиваля «Песня года», представляла песни, ставшие лауреатами конкурса: в 1971 году — «Любите Россию» (С. Туликов — О. Милявский) и «Я люблю тебя, Россия» (Д. Тухманов — М. Ножкин).
- 2000 — Лауреат фестиваля «Песня года» — «Белая лебедь» (А. Флярковский — Л. Дербенёв).
- 2002 — Заслуженная артистка России.